# Bitwa pod Weroną (312)
Bitwa pod Weroną – starcie zbrojne, które miało miejsce w roku 312 n.e. między Konstantynen a Maksencjuszem.
Po zwycięstwie w bitwie pod Turynem, Konstantyn obległ Weronę, główną bazę Maksencjusza w Italii. Wojska Konstantyna otoczyły szczelnie miasto, rozbijając w jego pobliżu obóz. Na pomoc oblężonym nadciągnęły wkrótce oddziały dowodzone przez Rurycjusza Pompejana w sile 40 000 ludzi, które rozpoczęły z przeciwnikiem walkę pozycyjną. Po jakimś czasie Rurycjusz nakazał swoim wojskom pozorowany atak na wroga, który zajął dogodne pozycje na fortyfikacjach. W wyniku zaciętej walki, obóz Konstantyna został zdobyty i spalony, jego żołnierze jednak nie dopuścili sił Pompejana do miasta. W tej sytuacji garnizon Werony skapitulował, przechodząc na stronę Konstantyna, podobnie jak wielu żołnierzy Rurycjusza. Reszta jego wojsk wycofała się w kierunku Rzymu.